# Thiells
Thiells és una concentració de població designada pel cens dels Estats Units a l'estat de Nova York. Segons el cens del 2000 tenia 4.758 habitants.

## Demografia
Segons el cens del 2000, Thiells tenia 4.758 habitants, 1.503 habitatges, i 1.300 famílies. La densitat de població era de 987,7 habitants per km².
Dels 1.503 habitatges en un 38% hi vivien nens de menys de 18 anys, en un 73,9% hi vivien parelles casades, en un 9,5% dones solteres, i en un 13,5% no eren unitats familiars. En el 10,5% dels habitatges hi vivien persones soles el 3,9% de les quals corresponia a persones de 65 anys o més que vivien soles. El nombre mitjà de persones vivint en cada habitatge era de 3,14 i el nombre mitjà de persones que vivien en cada família era de 3,38.
Per edats la població es repartia de la següent manera: un 24,6% tenia menys de 18 anys, un 8,3% entre 18 i 24, un 28,2% entre 25 i 44, un 30,5% de 45 a 60 i un 8,4% 65 anys o més.
L'edat mediana era de 38 anys. Per cada 100 dones de 18 o més anys hi havia 95,2 homes.
La renda mediana per habitatge era de 79.906 $ i la renda mediana per família de 86.872 $. Els homes tenien una renda mediana de 51.846 $ mentre que les dones 35.162 $. La renda per capita de la població era de 28.346 $. Entorn del 3,1% de les famílies i el 4,5% de la població estaven per davall del llindar de pobresa.